# 布莱顿足球俱乐部
布萊頓和霍夫阿尔比恩足球俱乐部（英語：Brighton & Hove Albion Football Club，/ˈbraɪtən ən ˈhoʊv/），通常简称为布赖顿（Brighton），是一家位於英格蘭東南部沿海布赖顿和霍夫市的职业足球俱乐部，参加英格兰足球联赛的最高级别——英格兰足球超级联赛，綽號為“海鷗”。俱乐部的主场是位于布來頓东北部法爾默的美国运通体育场（American Express Stadium）。

## 歷史
白禮頓成立於1901年，是南部聯賽的創始成員，1920年加入足球聯盟，歷史上白禮頓首次成為頂級聯賽成員是在1979年至1983年期間，在當時的頂級聯賽英甲作賽，但在1983年護級失敗降至次級聯賽英乙。但同年卻歷史上首次晉身足總杯決賽，以2-2賽和曼聯，在重賽才以0-4被曼聯擊敗。
白禮頓在1983年降班後，持續30多年在低組別聯賽浮沉。白禮頓於2011年由英甲回升英冠後，之後四季中有三季都取得英冠升班附加賽資格，但三次都在升班附加賽準決賽中被對手淘汰，喪失升上英超的機會。2016/17年度球季，白禮頓一直處於英冠前列位置，最後在2017年4月17日在主場擊敗韋根，鎖定取得英冠首兩名，最後取得英冠聯賽亞軍，來屆首次升上英超作賽。2017/18年度球季，白禮頓取得英超第十五位，成功保留英超席位。2018/19年度球季，白禮頓取得英超第17名，僅僅保住英超席位，但同屆球隊卻打進足總盃四強。2019/20年度球季，白禮頓取得聯賽榜第15名，再次成功護級繼續在英超作賽。
2020年后，在格雷厄姆·波特與羅贝托·德澤爾比兩任領隊帶領下，白禮頓在英超聯賽的成績穩步上揚。他們先在2021-2022年英超賽季中獲得第9名，其後由於波特在2022年9月轉投切爾西，白禮頓逐改聘意大利人德泽尔比出任新教練。在德泽尔比帶領下，白禮頓在2022-2023年英超賽季打出了俱樂部史上最好的成績：在聯賽中，白禮頓曾擊敗曼聯、利物浦、車路士等強隊，在第三十七輪聯賽與應屆聯賽冠軍曼城賽和後，取得歷來聯賽最佳排名的第6名，並首次獲得了欧足联欧洲联赛的參賽資格；而在2022-2023年英格蘭足總杯，他們擊敗包括利物浦在內的多支球隊殺入四強，最後僅以互射點球敗于曼聯。

## 大事紀年
| 年 份   | 事 項                                                                                            |
| ------- | ------------------------------------------------------------------------------------------------ |
| 1901-02 | 加入南部乙組聯賽                                                                                 |
| 1902-03 | 南部乙組聯賽亞軍，鄰選賽5-3擊敗，升級南部甲組                                                    |
| 1907-08 | 同時加入西部甲A組聯賽                                                                            |
| 1908-09 | 西部甲A組聯賽冠軍。總冠軍決賽1-2負於西部甲B組聯賽冠軍                                            |
| 1909-10 | 南部甲組聯賽冠軍                                                                                 |
| 1920-21 | 足球聯盟南區丙組聯賽創始成員                                                                     |
| 1953-54 | 南區丙組聯賽亞軍                                                                                 |
| 1955-56 | 南區丙組聯賽亞軍                                                                                 |
| 1957-58 | 南區丙組聯賽冠軍，升級乙組                                                                       |
| 1962    | 乙組聯賽排第廿二位，降級丙組                                                                     |
| 1963    | 丙組聯賽排第廿二位，降級丁組                                                                     |
| 1964-65 | 丁組聯賽冠軍，升級丙組                                                                           |
| 1971-72 | 丙組聯賽亞軍，升級乙組                                                                           |
| 1973    | 乙組聯賽排第廿二位，降級丙組                                                                     |
| 1976-77 | 丙組聯賽亞軍，升級乙組                                                                           |
| 1978-79 | 乙組聯賽亞軍，升級甲組                                                                           |
| 1982-83 | 決賽2-2，重賽0-4負於，足總杯亞軍                                                                 |
| 1983    | 甲組聯賽排第廿二位，降級乙組                                                                     |
| 1987    | 乙組聯賽排第廿二位，降級丙組                                                                     |
| 1987-88 | 丙組聯賽亞軍，升級乙組                                                                           |
| 1990-91 | 乙組聯賽排第六位，附加賽第一輪兩回合累計6-2擊敗，溫布萊決賽1-3負於                               |
| 1992    | 乙組聯賽排第廿三位，降級丙組                                                                     |
| 1992-93 | 超聯成立，丙組重組為乙組〈III〉                                                                  |
| 1996    | 乙組〈III〉聯賽排第廿三位，降級丙組〈IV〉                                                        |
| 1996-97 | 因未能控制觀眾而被扣2分                                                                          |
| 2000-01 | 丙組〈IV〉聯賽冠軍，升級乙組〈III〉                                                              |
| 2001-02 | 乙組〈III〉聯賽冠軍，升級甲組〈II〉                                                              |
| 2003    | 甲組〈II〉聯賽排第廿三位，降級乙組〈III〉                                                        |
| 2003-04 | 乙組〈III〉聯賽排第四位，附加賽準決賽兩回合累計3-3，十二碼4-3擊敗，千禧球場決賽1-0擊敗，升級甲組〈II〉 |
| 2004-05 | 甲組〈II〉聯賽更名“英冠”                                                                         |
| 2005-06 | 英冠排第廿四位，降級英甲                                                                         |
| 2008-09 | 晉級英格蘭聯賽錦標南部決賽                                                                       |
| 2010-11 | 英甲冠軍，升班英冠                                                                               |
| 2012-13 | 英冠排第四位，附加賽準決賽兩回合累計0-2負於水晶宫                                                |
| 2013-14 | 英冠排第六位，附加賽準決賽兩回合累計2-6負於                                                      |
| 2015-16 | 英冠排第三位，附加賽準決賽兩回合累計1-3負於錫周三                                                |
| 2016-17 | 英冠亞軍，首次升班英超；是自1983年後再次在頂級聯賽角逐                                           |
| 2022-23 | 英超排第六位，'隊史首次獲得來季欧足联欧洲联赛參賽資格                                            |
| 2023-24 | 英超排第十一位                                                                                   |
| 2024-25 | 英超排第八位                                                                                     |

## 近況
- 2020年8月21日，隊長（Lewis Dunk）續約5年，留隊至2024/25球季[4]。

### 盃賽成績
| 圈數     | 日期          | 主／客   | 對賽球隊 | 紀錄                                                    |
| 聯 賽 盃 | 聯 賽 盃      | 聯 賽 盃 | 聯 賽 盃 | 聯 賽 盃                                                |
| -------- | ------------- | -------- | -------- | ------------------------------------------------------- |
| 第二圈   | 2020年9月17日 | 主       | 樸茨茅夫 | 勝 4 - 0 （页面存档备份，存于）                         |
| 第三圈   | 2020年9月23日 | 客       | 普雷斯頓 | 勝 2 - 0 （页面存档备份，存于）                         |
| 第四圈   | 2020年9月30日 | 主       | 曼聯     | 負 0 - 3 （页面存档备份，存于）                         |
| 足 總 盃 |               |          |          |                                                         |
| 第三圈   | 2021年1月10日 | 客       | 新港郡   | 和 1 - 1(加時) 互射十二碼勝4 - 3 （页面存档备份，存于） |
| 第四圈   | 2021年1月23日 | 主       | 黑池     | 勝 2 - 1 （页面存档备份，存于）                         |
| 第五圈   | 2021年2月10日 | 客       | 李斯特城 | 負 0 - 1 （页面存档备份，存于）                         |

## 主場球場

### 金石球場
金石球場（Goldstone Ground）位於英格蘭南海岸荷甫，在1901年啟用時是用作當地業餘的荷甫足球會（Hove Football Club）的比賽球場，但因門票不足抵銷租金，荷甫邀請當時參加南部乙組聯賽的白禮頓共用球場，在白禮頓成立的第二年（1902年）開始使用金石球場作為主場，直到1997年因財困而被迫出售，拆卸後重建為購物中心。
1995年7月當地報紙揭露金石球場將被董事局出售而沒有預定計劃尋找合適的替補球場。1996年初謠言替補的球場是將與共用法頓公園球場，因而觸發白禮頓球迷大規模的反對。1996年3月金石球場正式以740萬鎊賣出，在4月27日對約克城（York City）原定為金石球場最後一場比賽，只進行了16分鐘便因球迷衝入比賽草坪抗議而被腰斬。新業主提出以48萬鎊續租一年，在金石球場最後的一季（1996/97年），白禮頓因上季比賽腰斬而遭足總判罰先扣2分，但抗議及入侵比賽草坪仍然持續，對的比賽受球迷的杯葛而只有1,993名觀眾，成為金石球場歷史上最低的入場人數。到季尾位列丙組《第四級》榜末的白禮頓在金石球場最後一場以1-0擊敗，與在聯賽最後一場作留級生死戰，白禮頓作客打和1-1，兩隊同分而僅以較高入球數目壓倒對方而獲保留丙組《第四級》的席位。
此後兩季（1997-99年）白禮頓與共用普里斯特菲尔德球场（Priestfield Stadium）作為主場，但基寧咸所處的肯特郡遠離布莱顿及荷甫（超過100公里/70英里，比原先謠言的法頓公園球場更遠），門票收入銳減，平均只有2,328名球迷長途跋涉前往捧場。

### 韦思丹运动场
韦思丹运动场（Withdean Stadium）是位於布莱顿郊區的韦思丹的田徑運動場，全座席可容7,000名觀眾。韦思丹运动场原為田徑比賽而設，草坪形狀不合，只有一個永久看台，其餘兩邊看台為臨時支架，因遷就跑道而遠離草坪，更有一邊完全開放，而更衣及接待設施為流動拖卡雜亂地置於運動場周圍，只有少量的泊車位。
初期韦思丹的居民曾反對白禮頓遷入，在球隊作出大幅讓步後才於1999年獲准搬遷。白禮頓與當地居民協議比賽期間禁止使用揚聲器播放音樂（白禮頓的會歌“Sussex by the Sea”除外），球迷的車輛禁止在區內停泊及成立糾察隊在比賽後清理場地。韦思丹运动场在2005年中展開擴建，增加1,900座位使總容量達到9,000名觀眾。

### 法爾馬球場
經過多年的爭取（詳情見下“眾志成城”），白禮頓在2005年10月28日獲副首相准許在布莱顿外圍的法爾馬（Falmer）興建新球場，預計將可於2007/08球季落成啟用，結束十年無家可歸的生涯。2008年10月2日白禮頓宣佈落成日期延後到2011年8月。
2010年6月23日宣佈與美國運通簽訂多年冠名協議，新球場稱為「美國運通社區球場」（American Express Community Stadium，簡稱AMEX Stadium）。

## 「眾志成城」
在2003年史提夫·郭普繼米奇·阿當斯及後第三位因球隊缺乏前景而呈辭的領隊，韋思丹運動場的細少容量只能提供作為白禮頓的臨時主場，基於保護自然環境、房屋、道路及鐵路等條件限制，韋思丹運動場在增加到9,000座後再不可能擴建，1977/78球季白禮頓高峰期平均入座高達25,000觀眾，韋思丹運動場阻礙了白禮頓將來的發展。
早於1998年白禮頓的董事馬田·貝利已向布萊頓及荷甫市議會提交詳細報告，建議五個地點興建一個可容22,000座的永久主場球場，市議會支持白禮頓傾向的法爾馬，1999年2月提出在市議會選舉時一併作出公投決定，投票包括兩項問題：1).白禮頓是否需要一個新的主場球場；2).主場應否在法爾馬興建。球迷對白禮頓的計劃大表支持，寄出128,000份宣傳單張及舉行無數稱為「是-是」（YES-YES）的活動作為支援。1999年5月投票結果，56,701票贊成（11,194票反對）市議會對白禮頓永久場地的政策，44,985票贊成（21,548票反對）法爾馬為興建地點。翌年市議會將一個位於法爾馬的社區運動場包括在新的發展藍圖內。2001年當布萊頓及荷甫合併後，市議會確認一個現代化的社區運動場是必要的。白禮頓在2001年10月向市議會提交興建球場申請計劃，但與法爾馬的地主布莱顿大學（University of Brighton）仍有重大分歧。球迷再次出手幫忙，提供61,000個來自全國的簽名支持及接近10,000封支持信，經過多月的游說和解釋，在2002年6月終於取得市議會的批准。但此時計劃被政府叫停並要求進行公開調查。
球場選址位於布莱顿東北的法爾馬，與布莱顿大學校園及農田相鄰。但大部份地區（包括兩座大學校園及農田）已被納入1966年南丘地區傑出自然美景（South Downs Area of Outstanding Natural Beauty），大型發展需符合限制條款才獲批准進行，興建計劃遭到當地農村居民及環保團體的反對。球場本身可容22,374名觀眾，圓形曲線設計以配合附近的環境。法爾馬球場除提供白禮頓作為主場比賽場地，同時亦帶來大量就業機會，供應高科技商業的辦公室、與大學共同研究運動科學及醫療、提供會議及宴會的場地等。球場及周邊設置耗資約5,072萬英鎊，主要來自政府基金捐款如足球基金（Football Foundation）等、商業贊助（包括球場的命名權及行政包廂等）、私人投資、飲食服務權及貸款，建築工程將在資金獲充分保證才開展。
漫長而繁複的公開調查在2003年2月至10月間進行，支持及反對雙方各提證據，2003年10月布莱顿大學與球隊及市議會達成協議，使興建計劃獲得布萊頓及荷甫市議會、白禮頓及薩西克斯郡大學、英格蘭足球總會、英格蘭足球聯賽聯盟、足球基金、英格蘭運動基金等機構及數以萬計的球迷支持。在公開調查結束後，白禮頓的球迷在12月初再提交超過6,200封支持信到唐寧街首相府，懇求作出最後裁決的副首相兼內閣首席大臣約翰·普雷斯科特批准興建計劃。2004年7月普雷斯科特宣佈重開公開調查以決定法爾馬是否最理想的地點。2005年2月公開調查重新展開，預計10月31日前可作出裁決。
由於支付公開調查的法律費用、皮亞斯菲運動場使用費、改善韦思丹运动场的設施及低門票收入而導致白禮頓在2004財政年度累積赤字達到940萬英鎊，董事局承擔其中710萬英鎊，仍欠230萬鎊。球隊主席迪克·禮特（Dick Knight）在2004年9月13日寫公開信要求球迷捐款支持球會，發動球迷成立名為「Alive and Kicking Fund」的拯救基金，除直接捐款外，球迷各出奇謀，包括智力競賽、笑話晚會及拍賣等，白禮頓的球員亦出力協助，犠牲色相出版裸體聖誕卡，每包五張售價5英鎊，為基金籌得超過1萬英鎊。而由球迷灌錄的音樂「Tom Hark (We Want Falmer)」雖然只在網上發售，但仍可打入英國細碟流行榜的第17位，更可以在英國廣播電台的第一台作全國播放。

## 重返頂級聯賽
2017年4月16日，白禮頓主場以2：1擊敗韋根，加上哈德斯菲尔德1：1賽和打比郡，白禮頓得以提早3輪奪得升班英超資格。是球會116年歷史上的第2次。（上一次是1983年）

## 榮譽

舊會徽

| 榮譽                   | 次數        | 年度                              |
| 聯 賽 比 賽            | 聯 賽 比 賽 | 聯 賽 比 賽                       |
| ---------------------- | ----------- | --------------------------------- |
| 冠軍〈II〉聯賽 亞軍    | 1           | 2016/17年。                       |
| 乙組〈II〉聯賽 亞軍    | 1           | 1978/79年。                       |
| 甲組〈III〉聯賽 冠軍   | 1           | 2010/11年。                       |
| 乙組〈III〉聯賽 冠軍   | 1           | 2001/02年。                       |
| 乙組〈III〉附加賽 冠軍 | 1           | 2003/04年。                       |
| 南區丙組聯賽 冠軍      | 1           | 1957/58年。                       |
| 南區丙組聯賽 亞軍      | 2           | 1953/54年、1955/56年。            |
| 丙組〈III〉聯賽 亞軍   | 3           | 1971/72年、1976/77年、1987/88年。 |
| 丙組〈IV〉聯賽 冠軍    | 1           | 2000/01年。                       |
| 丁組〈IV〉聯賽 冠軍    | 1           | 1964/65年。                       |
| 杯 賽 比 賽            |             |                                   |
| 足總杯 亞軍            | 1           | 1983年。                          |
| 慈善盾 冠軍            | 1           | 1910年。                          |

## 球員名單（2025/26）
1. 粗體字為新加盟球員（青年隊提升不計）。
2. 2025年夏季轉會窗（英语：List of English football transfers summer 2025）：6月1日至10日，6月16日至9月1日。

### 目前效力
| 號碼  | 國籍     | 球員                                 | 位置           | 年齡  | 加盟年份 | 前屬球會       | 轉會費    |
| 門 將 | 門 將    | 門 將                                | 門 將          | 門 將 | 門 將    | 門 將          | 門 將     |
| ----- | -------- | ------------------------------------ | -------------- | ----- | -------- | -------------- | --------- |
| 1     | 荷兰     | （Bart Verbruggen）                  | 門將           | 22    | 2023     | 安德列治       | 1,720萬鎊 |
| 23    | 英格兰   | （Jason Steele）                     | 門將           | 34    | 2018     | 桑德蘭         | 自由轉會  |
| 38    | 加拿大   | （Tom McGill）                       | 門將           | 25    | 2018     | 青年隊         | 不適用    |
| 後 衛 |          |                                      |                |       |          |                |           |
| 2     | 加纳     | （Tariq Lamptey）                    | 右閘           | 24    | 2020     |                | 300萬鎊   |
| 3     | 巴西     | （Igor Julio）                       | 中堅           | 27    | 2023     | 佛罗伦萨       | 1,450萬鎊 |
| 4     | 英格兰   | （Adam Webster）                     | 中堅           | 30    | 2019     | 布里斯托城     | 2,000萬鎊 |
| 5     | 英格兰   | （Lewis Dunk）                       | 中堅           | 33    | 2010     | 青年隊         | 不適用    |
| 6     | 荷兰     | （Jan Paul van Hecke）               | 中堅           | 25    | 2020     | NAC比達        | 170萬鎊   |
| 21    | 法國     | （Olivier Boscagli）                 | 中後衛         | 27    | 2025     | PSV燕豪芬      | 自由轉會  |
| 24    | 土耳其   | 費爾迪·卡德奧盧（Ferdi Kadıoğlu）    | 左閘           | 25    | 2024     | 費倫巴治       | 2,530萬鎊 |
| 29    | 比利时   | （Maxim De Cuyper）                  | 左後衛         | 24    | 2025     | 布魯日         | 1,725萬鎊 |
| 34    | 荷兰     | （Joël Veltman）                     | 右閘／中堅     | 33    | 2020     |                | 90萬鎊    |
| 42    | 義大利   | 迭戈·科波拉（Diego Coppola）         | 中堅           | 21    | 2025     | 維羅納         | 940萬鎊   |
| 中 場 |          |                                      |                |       |          |                |           |
| 7     | 英格兰   | （Solly March）                      | 右翼           | 31    | 2013     | 青年隊         | 不適用    |
| 8     | 德国     | （Brajan Gruda）                     | 右翼           | 21    | 2024     | 美因茨05       | 2,580萬鎊 |
| 11    | 冈比亚   | （Yankuba Minteh）                   | 右翼           | 21    | 2024     | 纽卡斯尔联     | 3,300萬鎊 |
| 14    | 英格兰   | （Tom Watson）                       | 左翼           | 19    | 2025     | 新特蘭         | 1,000萬鎊 |
| 17    | 喀麦隆   | （Carlos Baleba）                    | 防守中場       | 21    | 2023     | 里爾           | 2,300萬鎊 |
| 20    | 英格兰   | （James Milner）                     | 正中場         | 39    | 2023     | 利物浦         | 自由轉會  |
| 22    | 日本     | 三笘薰（Kaoru Mitoma）               | 左翼           | 28    | 2021     | 川崎前鋒       | 270萬鎊   |
| 25    | 巴拉圭   | （Diego Gómez）                      | 中場           | 22    | 2025     | 迈阿密国际     | 1,080萬鎊 |
| 26    | 瑞典     | （Yasin Ayari）                      | 正中場         | 21    | 2022     | AIK足球隊      | 350萬鎊   |
| 27    | 荷兰     | （Mats Wieffer）                     | 防守中場       | 28    | 2024     | 飛燕諾         | 2,550萬鎊 |
| 32    | 厄瓜多尔 | （Jeremy Sarmiento）                 | 左翼           | 23    | 2021     | 賓菲加青年隊   | 無透露    |
| 33    | 丹麦     | 馬特·奧拉利（Matt O'Riley）          | 正中場         | 24    | 2024     | 些路迪         | 2,600萬鎊 |
| 35    | 爱尔兰   | 安迪·莫蘭（Andrew Moran）            | 進攻中場       | 21    | 2023     | 青年隊         | 不適用    |
| 37    | 塞内加尔 | 阿布达拉·西马（Abdallah Sima）       | 右翼           | 24    | 2021     | 布拉格斯拉維亞 | 680萬鎊   |
| 40    | 阿根廷   | （Facundo Buonanotte）               | 進攻中場       | 20    | 2023     | 羅沙里奧中央   | 530萬鎊   |
| 41    | 英格兰   | 傑克·欣謝爾伍德（Jack Hinshelwood）  | 正中場         | 20    | 2023     | 青年隊         | 不適用    |
| 前 鋒 |          |                                      |                |       |          |                |           |
| 9     | 希腊     | 斯特凡诺斯·齐马斯（Stefanos Tzimas） | 中鋒           | 19    | 2025     | 纽伦堡         | 2,080萬鎊 |
| 10    | 法國     | （Georginio Rutter）                 | 中鋒           | 23    | 2024     | 列斯聯         | 4,000萬鎊 |
| 18    | 英格兰   | （Danny Welbeck）                    | 中鋒           | 34    | 2020     |                | 自由轉會  |
| 19    | 希腊     | （Charalampos Kostoulas）            | 中鋒           | 18    | 2025     | 奥林匹亚科斯   | 3,015萬鎊 |
| 31    | 巴拉圭   | （Julio Enciso）                     | 進攻中場／中鋒 | 21    | 2022     | 自由俱乐部     | 950萬鎊   |

1. ↑  另浮動條款250萬鎊
2. ↑  另浮動條款170鎊
3. ↑  另浮動條款430萬鎊
4. ↑  另浮動條款250萬鎊
5. ↑  另浮動條款500萬鎊

### 外借球員
| 號碼             | 國籍             | 球員                                            | 位置             | 年齡             | 加盟年份         | 外借球會         | 外借球季         |
| 2025年夏季轉會窗 | 2025年夏季轉會窗 | 2025年夏季轉會窗                                | 2025年夏季轉會窗 | 2025年夏季轉會窗 | 2025年夏季轉會窗 | 2025年夏季轉會窗 | 2025年夏季轉會窗 |
| ---------------- | ---------------- | ----------------------------------------------- | ---------------- | ---------------- | ---------------- | ---------------- | ---------------- |
| 16               | 爱尔兰           | 埃兰·卡欣（Eiran Cashin）                       | 中堅             | 23               | 2025             | 伯明翰           | 25/26球季        |
| 28               | 爱尔兰           | （Evan Ferguson）                               | 中鋒             | 20               | 2021             | 羅馬             | 25/26球季        |
| 36               | 科特迪瓦         | 馬利克·亞爾庫耶（Malick Yalcouyé）              | 中場             | 19               | 2024             | 斯旺西城         | 25/26球季        |
| 39               | 英格兰           | 卡爾·拉什沃思（Carl Rushworth）                 | 門將             | 24               | 2023             | 高雲地利         | 25/26球季        |
| —                | 加纳             | （Ibrahim Osman）                               | 左翼             | 20               | 2024             | 歐塞爾           | 25/26球季        |
| —                | 英格兰           | 詹姆斯·比德尔（James Beadle）                   | 門將             | 21               | 2025             | 伯明翰城         | 25/26球季        |
| —                | 英格兰           | 阿馬裡奧·科齊爾-杜伯里（Amario Cozier-Duberry） | 右翼             | 20               | 2024             | 保頓             | 25/26球季        |
| —                | 大韩民国         | 尹道英（Yoon Do-young）                         | 右翼             | 18               | 2025             | 精英隊           | 25/26球季        |

### 離隊球員
1. 『*』為先租出一季或半季後售出。

| 號碼             | 國籍             | 球員                 | 位置             | 年齡             | 加盟年份         | 加盟球會         | 轉會費           |
| 2025年夏季轉會窗 | 2025年夏季轉會窗 | 2025年夏季轉會窗     | 2025年夏季轉會窗 | 2025年夏季轉會窗 | 2025年夏季轉會窗 | 2025年夏季轉會窗 | 2025年夏季轉會窗 |
| ---------------- | ---------------- | -------------------- | ---------------- | ---------------- | ---------------- | ---------------- | ---------------- |
| 9                | 巴西             | （João Pedro）       | 中鋒             | 23               | 2023             | 車路士           | 5,500萬鎊        |
| 11               | 科特迪瓦         | （Simon Adingra）    | 左翼／右翼       | 23               | 2022             | 桑德兰           | 2,060萬鎊        |
| 16               | 荷兰             | （Kjell Scherpen）   | 門將             | 25               | 2021             | 聖基萊斯聯       | 175萬鎊          |
| 19               | 阿根廷           | （Valentín Barco）   | 左閘             | 21               | 2024             | 斯特拉斯堡       | 865萬鎊*         |
| 30               | 厄瓜多尔         | （Pervis Estupiñán） | 左閘             | 27               | 2022             | AC米蘭           | 1,470萬鎊        |

## 著名球星
- 羅蘭遜（Mark Lawrenson）
- 韋健遜（Howard Wilkinson）
- 基昂（Martin Keown）
- 森莫拉（Bobby Zamora）
- 阿當·域高（Adam Virgo）
- 卡森-李察士（Colin Kazim-Richards）
- 吉米·凯斯（Jimmy Case）
- 法辛奴（Justin Fashanu）
- 甸·桑達士（Dean Saunders）
- 加利·史提芬斯（英语：Gary A. Stevens）（Gary Stevens）
- 麦卡利斯特（Alexis Mac Alister）（2022世界杯冠军成员）